# 衝出封鎖線
《衝出封鎖線》（英語：Behind Enemy Lines）是2001年美國戰爭片，由約翰·摩爾執導，歐文·威爾森與金·哈克曼主演。本片劇情以1995年波士尼亞戰爭末期的「Mrkonjić Grad事件」為主軸，敘述一名美國海軍飛官在波士尼亞上空遭擊落，並將屠殺事件公諸於世的經過。
此故事是參照1995年7月斯雷布雷尼察大屠殺。
本片有三部以錄影帶首映發售的續集，分別為《衝出封鎖線2》（2006年）、《衝出封鎖線3》（2009年）與《衝出封鎖線4》（2014年）。

## 劇情
1995年12月份，正當北大西洋公約組織在波士尼亞的維和任務進入最後階段時，駐扎在亞得里亞海的美國海軍飛行員捷瑞米·史塔克豪斯上尉 (蓋布瑞·麥奇飾) 以及飛行導航官克里斯·柏奈特上尉 (歐文·威爾森飾) 奉命駕駛F/A-18F超級大黃蜂自卡爾文森號航空母艦起飛，前往波士尼亞領空進行偵查。任務途中，他們在非軍事區上空發現疑似武裝行動的蹤跡，並在柏奈特的遊說下，史塔克豪斯將戰機駛離航線，為了就近觀察這些可疑蹤跡而進入這片北約軍機不該飛掠的空域。
他們無意間拍到了可作為屠殺暴行罪證的亂葬崗，但位於該處的塞族共和國部隊卻同時發現了拍照的飛機。該部隊的指揮官米洛索拉夫·洛卡將軍 (奧萊克·庫魯帕飾) 下令必須湮滅所有屠殺回教徒的證據，並擊落那架把證據拍下來的飛機。身為洛卡將軍親信的追擊刺客薩沙 (弗拉基米爾‧馬什科夫飾) 立刻出動SA13防空飛彈，即使史塔克豪斯和柏奈特兩名飛行員使出渾身解數奮力閃避，最終也難逃擊墜的命運。
飛機中彈後，兩名飛行員彈射逃生，但在彈射椅降落後不久，史塔克豪斯便遭以薩沙與洛卡為首的巡邏部隊俘虜問訊。正當薩沙親手處決史塔克豪斯時，躲在一旁樹林裡目睹這一切的柏奈特不小心尖叫出聲，並被巡邏部隊察覺。洛卡立即下令薩沙與另一位部屬巴茲達上校 (馬可·伊龔達飾) 前去滅口。
柏奈特逃到高處後，立即連絡他的指揮官雷斯里·萊加特少將 (金·哈克曼飾)。萊加特少將立刻指示他前往會合地點等待救援，但皮奎特上將 (喬昆·迪·艾曼達飾) 以該處禁飛北約軍機為由反對出動救援任務，並表示該行動只會增添無謂的傷亡並使維和任務的成果前功盡棄。萊加特少將只好命柏奈特前往非軍事區以外數英里處的新會合點待命。
話才說完，巴茲達上校的部隊便已追至。柏奈特上尉逃到他和史塔克豪斯一起拍到的亂葬崗裡，並躲在屍堆當中。部隊抵達亂葬崗後用肉眼搜索這名飛官的蹤跡，卻徒勞無功，空手而回；而坐鎮母艦上的萊加特少將透過紅外線衛星影像將冰冷屍堆中的柏奈特體溫看得一清二楚。待部隊離去後，柏奈特繼續往前逃亡，而萊加特少將決定向傳媒公佈柏奈特的動向，迫使高層批准救援行動。
途中，柏奈特在一間廢棄工廠遭到突襲。幸運的是，地雷的爆炸只炸死了敵軍，讓柏奈特逃過一劫。隨後，當柏奈特近距離遭遇薩沙時，正巧一批回教游擊隊在現場讓他上車逃脫。在卡車上，游擊隊員告訴柏奈特，他們要前往名為哈琦(Hać)的和平小鎮，但他們抵達哈琦時，該鎮正巧被追擊柏奈特的那批部隊攻佔。柏奈特趁亂將自己的美國海軍飛行員制服和陣亡敵兵屍身上的塞族共和國軍制服對調，帶著名為巴比克 (凱米爾·柯拉利克飾) 的游擊隊員混進敵群中逃離哈琦鎮。正當敵軍帶著那具穿著美軍制服的屍體高聲歡慶遊行時，薩沙一眼就識破了詭計並告訴洛卡將軍。洛卡將軍雖然相信薩沙的判斷，但他仍向新聞媒體宣稱波士尼亞游擊隊擊斃了美軍飛行員並公佈這具穿著制服的屍體。使美軍認為飛行員已經陣亡而取消救援行動。
卡洛將軍的計謀果真奏效了。正當北約部隊的救援直升機只差數百公尺就要救到柏奈特時，他們收到了來自總部的撤退令，在柏奈特無奈的表情面前掉頭了。苦惱了半晌後，柏奈特忽然想起他的彈射椅降落在一尊天使雕像附近，且椅子上有備用通訊器材與儲存照片的硬碟，可以向航母總部證明自己的行蹤與敵人的罪狀。他隨即命巴比克離開，同時自己徒步前往彈射椅降落地點。他立即重新啟動求救訊號，引起了航空母艦的注意，卻也向塞族共和國軍暴露自己的行蹤。
萊加特少將冒著被免職的風險，執意召集應變特遣隊火速馳援柏奈特上尉。同時，洛卡將軍也派出巴茲達上校與薩沙前去狙殺滅口；洛卡甚至特別指示薩沙務必要擊中腦門，才可算是任務完成。正當兩名刺客穿越森林，接近柏奈特的位置時，巴茲達上校誤觸地雷，薩沙為了自保而棄巴茲達上校不顧，爆炸聲引起了柏奈特的注意。
薩沙隻身抵達後發現了柏奈特的蹤影，並在聽到直升機聲接近時他走向彈射椅一探究竟後才發現那只是隻手套。此時，柏奈特從薩沙後方雪堆中跳出來，和薩沙打起了肉搏戰。柏奈特取出一枚信號彈並插入薩沙胸口，薩沙當場死亡。
此時，洛卡將軍正好搭乘裝甲運兵車率部抵達，並朝正逃向天使雕像的柏奈特上尉開火。萊加特少將與特遣隊搭乘的美國海軍陸戰隊UH-1直升機趕到現場後立刻猛烈攻擊洛卡將軍的部隊，同時掩護柏奈特取得硬碟並讓他安全搭上直升機返營。當伯奈特走下飛行甲板時，他受到航母船員的熱烈歡迎，場面掌聲如雷，溫馨動人。
當種族屠殺的罪狀被公諸於世後，洛卡將軍便遭傳喚出庭受審。軍方原欲將萊加特少將調至白宮擔任幕僚職。他基於對過去部屬的尊重選擇光榮退伍。在出任務之前，伯奈特上尉原本也想期滿退伍成為私人飛行員，但事後他決定繼續留在海軍服役。

## 演員表
- 歐文·威爾森 飾 克里斯·柏奈特上尉
- 金·哈克曼 飾 雷斯里·麥克馬洪·萊加特少將
- 蓋布瑞·麥奇 飾 捷瑞米·史塔克豪斯上尉
- 奧萊克·庫魯帕 飾 米洛索拉夫·洛卡將軍
- 喬昆·迪·艾曼達 飾 璜·米格·皮奎特上將
- 弗拉基米爾‧馬什科夫 飾 薩沙
- 馬可·伊龔達 飾 維克多·巴茲達上校
- 大衛·凱斯 飾 湯姆·歐馬利一等士官長